# Jayson Tatum
Jayson Christopher Tatum (* 3. März 1998 in St. Louis, Missouri) ist ein US-amerikanischer Basketballspieler, der seit der Saison 2017/18 für die Boston Celtics in der National Basketball Association (NBA) spielt. Tatum ist 2,03 Meter groß und läuft meist als Power Forward auf. Er spielte College-Basketball für die Duke Blue Devils. Tatum wurde im NBA-Draft 2017 von den Boston Celtics an dritter Stelle ausgewählt.

## Laufbahn
In seiner Senior-High-School-Saison an der Chaminade College Preparatory School (2015/16) wurde Tatum im Bundesstaat Missouri als „Spieler des Jahres“ ausgezeichnet.
Tatum schloss sich zur Saison 2016/17 der Duke University an und wurde unverzüglich ein Leistungsträger der „Blauen Teufel“. Er stand in 29 Spielen für Duke auf dem Feld und erzielte im Schnitt 16,8 Punkte, 7,3 Rebounds sowie 2,1 Korbvorlagen pro Partie. Ende März 2017 gab Tatum bekannt, Duke nach lediglich einem Jahr zu verlassen und seine Profikarriere zu beginnen. Er meldete sich zur NBA-Draft 2017 an. Bei der NBA-Draft 2017 wurde er an dritter Stelle von den Boston Celtics ausgewählt. Mit der Verletzung von Gordon Hayward übernahm Tatum in seinem Premierenjahr dessen Rolle in der Startaufstellung und trug im Anschluss dazu bei, dass die Celtics sich für die Playoffs qualifizierten. Dabei gelangen ihm im ersten Jahr 13,9 Punkte, 5,0 Rebounds und 1,6 Assists pro Spiel in 80 Begegnungen. Diese Leistung wurde mit einer Wahl ins NBA All-Rookie First Team belohnt.
Am 1. Mai 2021 erzielte Tatum mit 60 Punkten einen neuen Karrierebestwert und führte die Celtics damit zu einem 143:140-Sieg gegen die San Antonio Spurs, er verteilte außerdem 5 Assists und holte 8 Rebounds. Mit seinen 60 Punkten stellte Tatum Larry Birds Rekord für die meisten Punkte eines Celtics-Spielers ein, welchen Bird seit dem 12. März 1985 gehalten hatte, und wurde zum ersten Celtics-Spieler mit mehreren Spielen mit 50 oder mehr Punkten in einer Saison.
Im dritten Spiel der NBA-Playoffs 2021 erzielte Tatum am 28. Mai 2021 50 Punkte, sieben Assists sowie sechs Rebounds und führte die Celtics damit zu einem 125:119-Sieg gegen die Brooklyn Nets. 2024 gewann er mit Boston den NBA-Meistertitel. In der Finalserie, die gegen die Dallas Mavericks gewonnen wurde, erzielte Tatum im Durchschnitt 22,2 Punkte je Begegnung.

### Nationalmannschaft
Tatum wurde 2014 mit der US-Nationalmannschaft U17-Weltmeister, ein Jahr später holte er mit der U19-Auswahl den WM-Titel. Er gewann bei den 2021 ausgetragenen Olympischen Spielen 2020 die Goldmedaille mit den Vereinigten Staaten, Tatum erzielte im Endspiel 19 Punkte und damit die zweitmeisten seiner Mannschaft.
Bei den Olympischen Spielen 2024 in Paris gewann er erneut die Goldmedaille.

## Karriere-Statistiken

### NBA

#### Hauptrunde
| Saison   | Team     | GP  | GS  | MPG  | FG % | 3P % | FT % | RPG | APG | SPG | BPG | PPG  |
| -------- | -------- | --- | --- | ---- | ---- | ---- | ---- | --- | --- | --- | --- | ---- |
| 2017–18  | Boston   | 80  | 80  | 30.5 | .475 | .434 | .826 | 5.0 | 1.6 | 1.0 | 0.7 | 13.9 |
| 2018–19  | Boston   | 79  | 79  | 31.1 | .450 | .373 | .855 | 6.0 | 2.1 | 1.1 | 0.7 | 15.7 |
| 2019–20  | Boston   | 66  | 66  | 34.3 | .450 | .403 | .812 | 7.0 | 3.0 | 1.4 | 0.9 | 23.4 |
| 2020–21  | Boston   | 64  | 64  | 35.8 | .459 | .386 | .868 | 7.4 | 4.3 | 1.2 | 0.5 | 26.4 |
| 2021–22  | Boston   | 76  | 76  | 35.9 | .453 | .353 | .853 | 8.0 | 4.4 | 1.0 | 0.6 | 26.9 |
| 2022–23  | Boston   | 74  | 74  | 36.9 | .466 | .350 | .854 | 8.8 | 4.6 | 1.1 | 0.7 | 30.1 |
| 2023–24  | Boston   | 74  | 74  | 35.7 | .471 | .376 | .833 | 8.1 | 4.9 | 1.0 | 0.6 | 26.9 |
| 2024–25  | Boston   | 72  | 72  | 36.4 | .452 | .343 | .814 | 8.7 | 6.0 | 1.1 | 0.5 | 26.8 |
| Gesamt   | Gesamt   | 585 | 585 | 34.5 | .459 | .370 | .840 | 7.3 | 3.8 | 1.1 | 0.7 | 23.6 |
| All-Star | All-Star | 6   | 5   | 21.5 | .618 | .408 | .500 | 4.5 | 4.7 | 1.7 | 0.5 | 21.8 |

#### Play-offs
| Saison  | Team   | GP  | GS  | MPG  | FG % | 3P % | FT % | RPG  | APG | SPG | BPG | PPG  |
| ------- | ------ | --- | --- | ---- | ---- | ---- | ---- | ---- | --- | --- | --- | ---- |
| 2017–18 | Boston | 19  | 19  | 35.9 | .471 | .324 | .845 | 4.4  | 2.7 | 1.2 | 0.5 | 18.5 |
| 2018–19 | Boston | 9   | 9   | 32.8 | .438 | .323 | .744 | 6.7  | 1.9 | 1.1 | 0.8 | 15.2 |
| 2019–20 | Boston | 17  | 17  | 40.6 | .434 | .373 | .813 | 10.0 | 5.0 | 1.0 | 1.2 | 25.7 |
| 2020–21 | Boston | 5   | 5   | 37.0 | .423 | .389 | .918 | 5.8  | 4.6 | 1.2 | 1.6 | 30.6 |
| 2021–22 | Boston | 24  | 24  | 41.0 | .426 | .393 | .800 | 6.7  | 6.2 | 1.2 | 0.9 | 25.6 |
| 2022–23 | Boston | 20  | 20  | 40.0 | .458 | .323 | .876 | 10.5 | 5.3 | 1.1 | 1.1 | 27.2 |
| 2023–24 | Boston | 19  | 19  | 40.4 | .427 | .283 | .861 | 9.7  | 6.3 | 1.1 | 0.7 | 25.0 |
| 2024–25 | Boston | 8   | 8   | 40.3 | .423 | .372 | .889 | 11.5 | 5.4 | 2.1 | 0.8 | 28.1 |
| Gesamt  | Gesamt | 121 | 121 | 39.0 | .439 | .348 | .841 | 8.2  | 4.9 | 1.2 | 0.9 | 24.3 |

## Erfolge und Auszeichnungen
- 1× NBA-Meister: 2024
- 4× All-NBA First Team: 2022, 2023, 2024, 2025
  - 1× All-NBA Third Team: 2020
- 1× Eastern Conference Finals MVP: 2022
- 6× NBA All-Star: 2020–2025
- NBA All-Rookie First Team: 2018
- Gewinner der NBA Skills Challenge: 2019[11]
- MVP des NBA-Allstar-Games: 2023